# 伊達千広

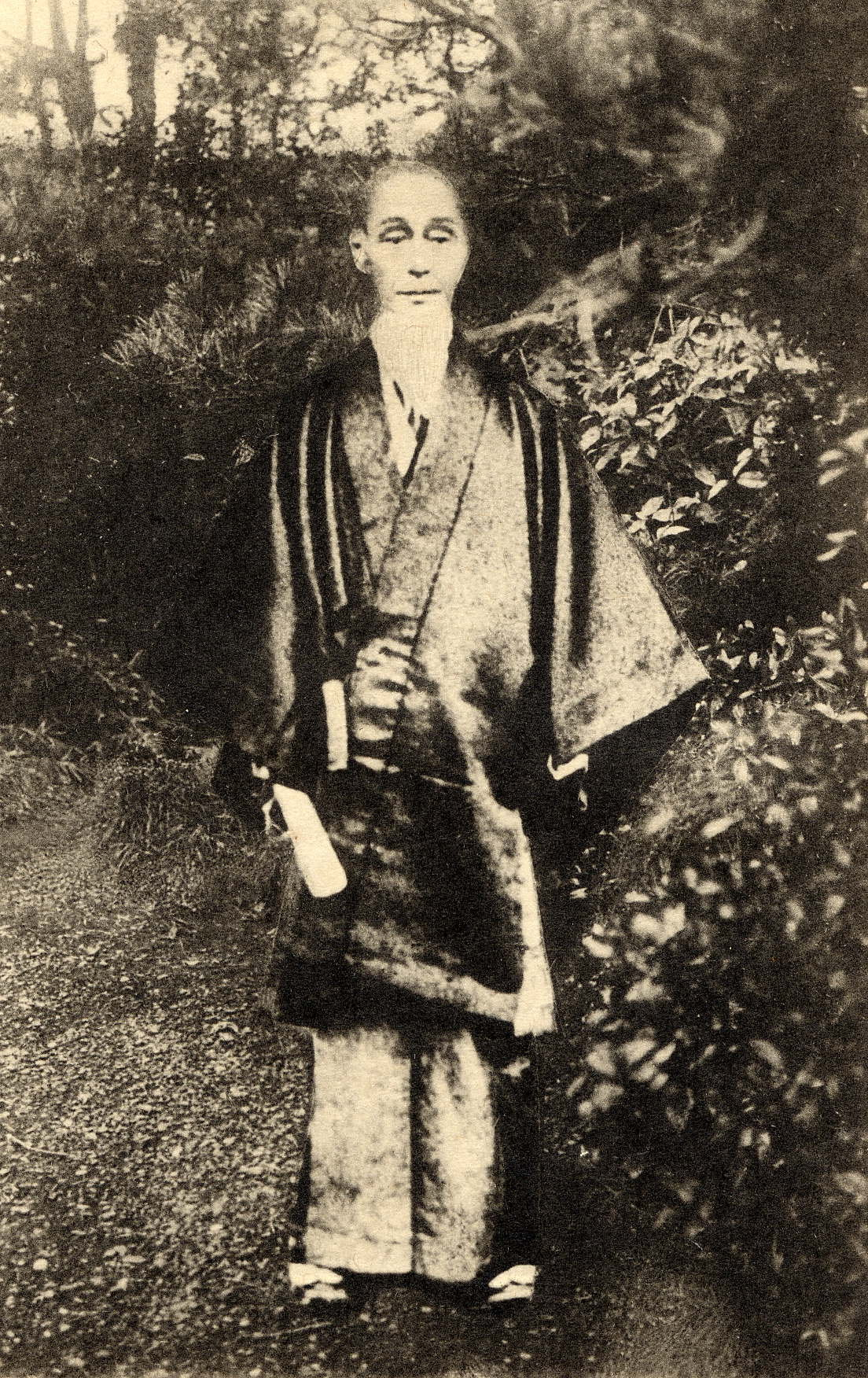
伊達千広

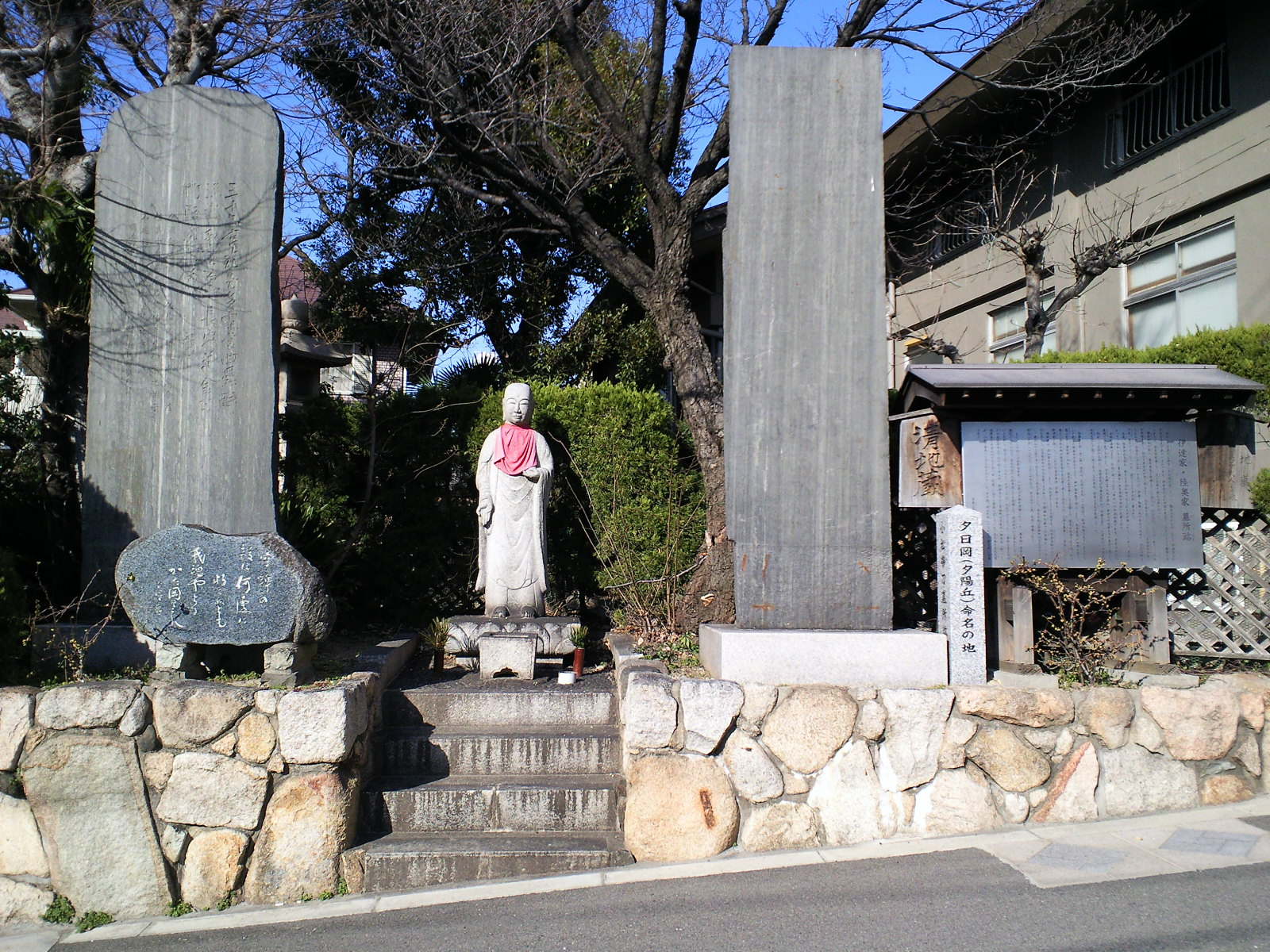
陸奥宗光が伊達宗広を顕彰して建立した「夕陽丘阡表」（地蔵の右）
傍らに「夕日岡（夕陽丘）命名の地」碑がある。（大阪市天王寺区夕陽丘町）

伊達 千広（だて ちひろ、享和2年5月25日（1802年6月24日） - 明治10年（1877年）5月18日）は、幕末の紀州藩士で国学者。本名は宗広（むねひろ）。通称は藤二郎、号は自得。陸奥宗光の実父であり、また史論書『大勢三転考』の著者である。

## 来歴
享和2年（1802年）、紀州藩士・宇佐美祐長の息子として生まれ、後に叔父の伊達盛明の養子となる。本居大平の許で国学を学ぶ。12歳で家督を相続し、3年後の文化13年（1816年）には藩主・徳川治宝の小姓となる。治宝に才能を愛されて18歳で監察に任じられ、以後、勘定吟味役から同奉行、寺社奉行兼務へと昇進して500石取りとなる。家老・山中筑後守を補佐し、「和歌山派」の中心人物として藩政改革を推進する一方、藩内の尊王論を主導した。
嘉永5年（1852年）に治宝と山中が相次いで病死すると、幼少の徳川慶福（徳川家茂）を補佐する形で改革反対の「江戸派」の御附家老・水野忠央が藩の実権を握った。専横を振るって危険思想を広めたとの容疑で水野によって捕られ、家老・安藤直裕に預けられて、以後10年近くにわたって紀伊田辺にて幽閉された。
文久元年（1861年）、前土佐藩主・山内容堂の口利きによって釈放される。養子・宗興に家督を譲って隠居するが、翌年には宗興とともに脱藩して尊皇攘夷運動に参加する。元治2年（1865年）、激怒した藩によって和歌山に連れ戻され、再び幽閉の身となった。
明治維新後の明治2年（1869年）に幽閉が解かれ、宗興も執政に抜擢された。千広は大阪に移り住み、敬愛していた藤原家隆ゆかりの地に「自在庵」という庵を建て、その地を「夕日岡」（夕陽丘）と命名している。明治5年（1872年）に体調を崩し、陸奥の勧めにより東京・深川の陸奥邸にて悠々自適な晩年をすごした。

## 備考
- 本名は宗広であるが、別名の千広で呼ばれるのが一般的である。
- 著書として『大勢三転考』や『和歌禅話』『随随筆』『余身帰』『随縁集』『枯野集』などが伝わり、『伊達自得翁全集』が1926年に、『同 補遺』が1940年に出されている。
- 『大勢三転考』は国立国会図書館デジタルコレクションに収録されている[1][2][3]。また陸奥広吉編『伊達自得翁全集』（雨潤会、1926年）[4]、『近世史論集』（日本思想大系48：岩波書店、初版1974年）[5]にも所収。
  - 丸山真男ほか編「歴史思想集」（日本の思想6：筑摩書房、1972年）には現代語訳付である[6]。

## 系譜
- 父：宇佐美祐長
- 母：名前不詳
- 養父：伊達盛明（叔父）
- 養子：伊達宗興
- 室：綾子[7]（盛明の娘）
  - 子：五百子（宗興の妻）[7]
- 室：政子（9代渥美源五郎長女）[8]
  - 子：陸奥宗光
  - 子：初穂（中島信行の妻）[7]
- 義弟：長坂学弥（9代渥美源五郎四女、落穂[8]の夫、岡崎邦輔の父）